# Hieró de Laodicea
Hieró de Laodicea (en llatí Hieron, en grec antic Ἱέρων) fou un ric ciutadà de Laodicea de Frígia, distingit per la seva riquesa, que va fer importants donatius a la seva ciutat natal amb els quals es van construir nombroses edificacions. A la seva mort va deixar una fortuna de dos mil talents per atendre necessitats públiques, segons diu Estrabó.